# Gottelhof (Gemeinde Wullersdorf)
Der Gottelhof ist ein Gutshof in der Katastralgemeinde Immendorf in Niederösterreich.

## Geschichte
Der zur Herrschaft Immendorf gehörige Gutshof liegt am südlichen Abhang des Buchberges zwischen den Orten Immendorf und Kalladorf und besteht aus mehreren Gebäuden und Stallungen um einen Hof. Er wurde 1895 neu errichtet und war ursprünglich für 48 Milchkühe, 14 Zugochsen und 4 Pferde ausgelegt, um Milchwirtschaft zu betreiben sowie die umliegenden Äcker zu bewirtschaften und galt in der Zwischenkriegszeit als landwirtschaftlicher Musterbetrieb. Bis in die Nachkriegszeit war er von einem Verwalter und landwirtschaftlichen Arbeitern und deren Familien bewohnt. Die Rinderhaltung wurde in den 1980ern aufgegeben. Zuletzt waren nur noch Erntearbeiter untergebracht. 2016 waren in den Scheunen landwirtschaftliche Geräte eingestellt, während der Rest des Gutshofes ungenutzt war.
2011 wurde das unbewohnte Wohngebäude des Gottelhofs abgerissen, weil dies für die Genehmigung eines Windparkes vorgeschrieben war.